# Court of Common Pleas

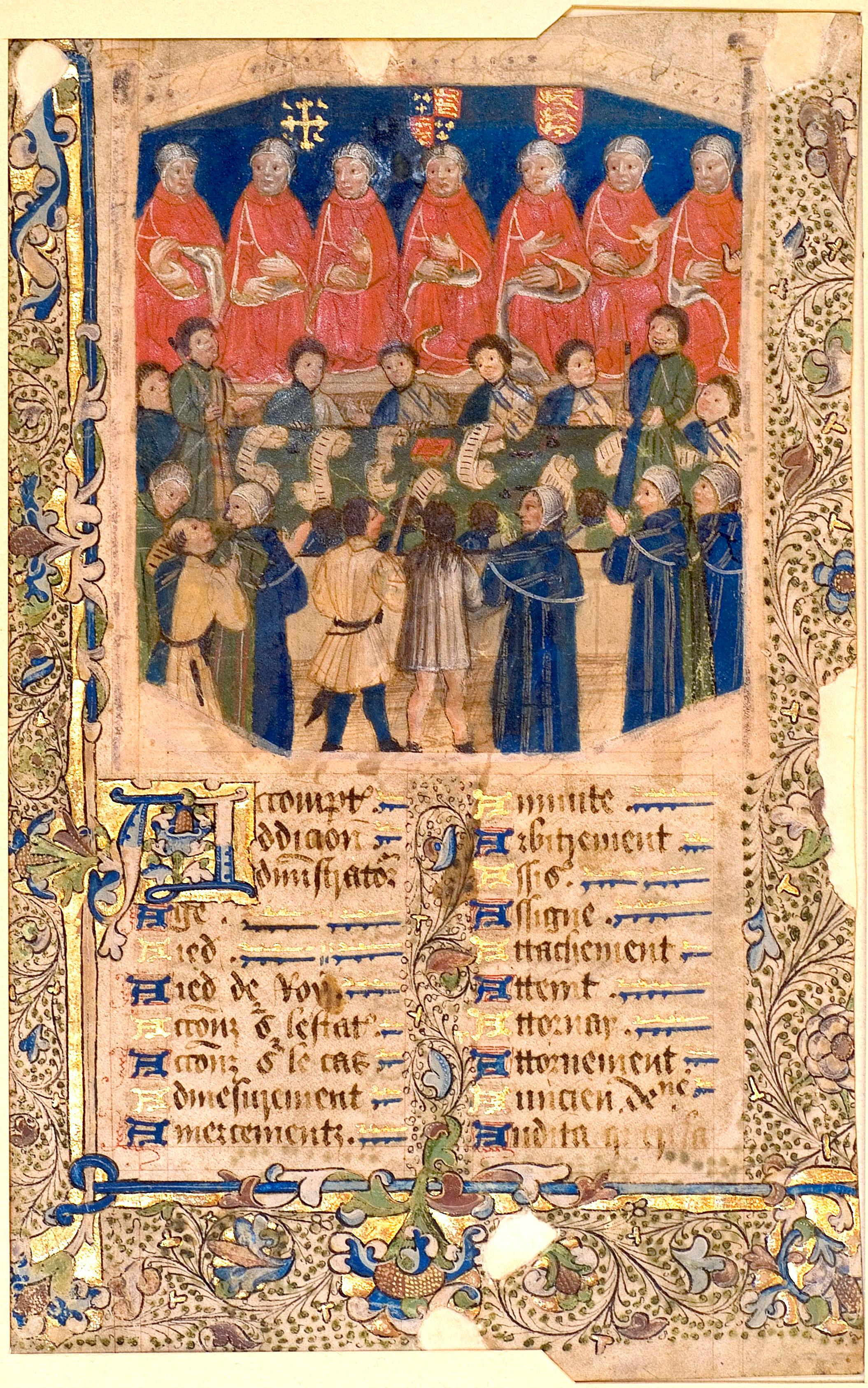
La Court of Common Pleas al lavoro in un manoscritto miniato del 1460 circa.

La Court of Common Pleas (in italiano "Corte delle udienze comuni"), o Common Bench, fu un tribunale di common law facente parte del sistema legale inglese con giurisdizione sulle controversie tra suddito e suddito, che non riguardavano il re. Creato tra la fine del XII e l'inizio del XIII secolo come enucleazione della Curia regis (corte del re), la Court of Common Pleas è stata una delle corti inglesi centrali per circa 600 anni. Autorizzata dalla Magna Carta a sedere in una postazione fissa, la corte rimase a Westminster Hall per tutta la sua esistenza, insieme alla Court of Exchequer e alla Court of King's Bench.
La giurisdizione della corte è stata gradualmente ridotta per azione delle corti King's Bench e Exchequer tramite finzioni giuridiche, rispettivamente le Bill of Middlesex e Writ of Quominus. La Court of Common Pleas mantenne, tuttavia, la sua giurisdizione esclusiva su questioni di proprietà immobiliare fino al suo scioglimento; grazie a questo ampio mandato è stata definita da Sir Edward Coke come "la serratura e la chiave del common law". Era composta da un giudice superiore e da un numero variabile di giudici minori.
Essendo uno dei due principali tribunali di Common law, insieme al King's Bench, la Court of Common Pleas combatté per mantenere le sue prerogative e la sua giurisdizione tanto che la sua azione tra il XVI e il XVII secolo è stata definita come conservatrice e reazionaria. 
Constatata la sua inutile sovrapposizione con gli altri tribunali, con il Judicature Act 1873, tramite il quale il Parlamento del Regno Unito riorganizzò il sistema giudiziale, la Court of Common Pleas confluì nell'Alta corte di giustizia dell'Inghilterra e del Galles diventandone una parte.